# ایامه راستروجرو
ایامه راستروجرو (انگلیسی: IAME Rastrojero) یک وانت متوسط بود  که توسط دولت آرژانتین از سال ۱۹۵۲ تا ۱۹۸۰تولید شد. بیش از ۳۳۰۰۰ دستگاه از این کامیون تولید شد.